# Мілятин Нови (ґміна)
Ґміна Мілятин Новий (пол. Gmina Milatyn Nowy) — колишня (1934—1939 рр.) сільська ґміна Кам'янко-Струмилівського повіту Тарнопольського воєводства Польської республіки (1918—1939) рр. Центром ґміни було село Новий Милятин.

1 серпня 1934 р. було створено ґміну Мілятин Новий у Кам'янко-Струмилівському повіті. До неї увійшли сільські громади: Кудирявці, Кізлів, Ліски, Старий Милятин, Новий Милятин, Новосілки, Ріпнів.
В 1940 р. ґміна ліквідована у зв’язку з утворенням Дідилівського району.